# Reggie Smith
Reginald D. Smith, detto Reggie (San Jose, 21 agosto 1970), è un ex cestista statunitense, professionista nella NBA, in Spagna, Australia e Francia.

## Carriera
È stato selezionato dai Portland Trail Blazers al secondo giro del Draft NBA 1992 (31ª scelta assoluta).

## Palmarès
- Campionato francese: 1

Pau-Orthez: 1995-96